# Судапорн, Сисонди
Сисонди Судапорн (род. 4 октября 1991, Удонтхани) — тайская боксёрша. Бронзовый призёр летних Олимпийских игр 2020 года. Призёр чемпионата мира 2014 и 2018 годов. Призёр летних Азиатских игр 2018 года. Член сборной Таиланда по боксу.

## Карьера
Пятикратная победительница национального чемпионата в весовой категории до 60 кг (2010, с 2012 по 2015 гг.).
На чемпионате мира 2014 года в Южной Корее, в весовой категории до 60 кг, завоевала бронзовую медаль.
На летних Азиатских играх в Индонезии, в 2018 году, завоевала серебряную медаль в категории до 60 кг.
На 10-м чемпионате мира по боксу среди женщин в Индии, в поединке 1/2 финала, 22 ноября 2018 года, таиландская спортсменка встретилась с корейской спортсменкой О Ён Джи, победила 4:1 и вышла в финал мирового первенства. В финале она уступила со счётом 2:3 ирландской спортсменке Кейли Анне Харрингтон.
На Олимпийских играх в Токио, которые проходили летом 2021 года, таиландская спортсменка в весовой категории до 60 кг сумела дойти до полуфинала. По ходу соревнования выбив из борьбы спортсменок из Эквадора, Индии и Великобритании. В полуфинале уступила Келли Харрингтон и завоевала бронзовую медаль Игр.